# Gare d'Ōsaki

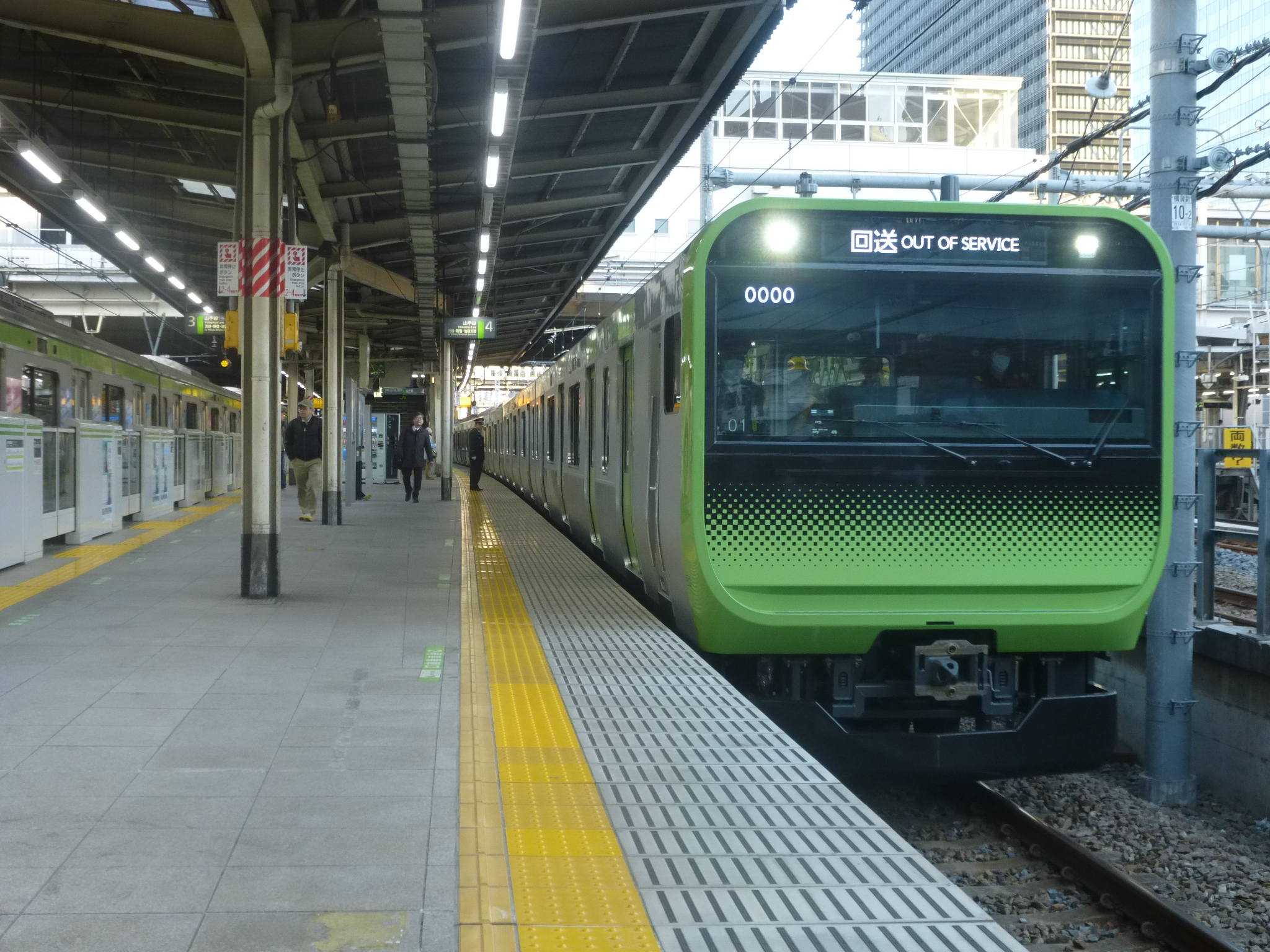
Jreast E235 à la gare Ōsaki

La gare d'Ōsaki (大崎駅, Ōsaki-eki) est une gare ferroviaire de la ville de Tokyo au Japon. Elle est située dans  l'arrondissement de Shinagawa. La gare est desservie par les lignes des compagnies JR East et TWR.

## Situation ferroviaire
La gare d'Ōsaki est située au point kilométrique (PK) 2,0 de la ligne Yamanote et au PK 12,2 de la ligne Rinkai. Elle marque le début de la ligne Saikyō.

## Histoire
- 25 février 1901 : Ouverture de la gare par la Nippon Railway, nationalisée en 1906 ;
- 14 octobre 1902 : Ouverture de la gare de marchandises ;
- 21 octobre 1909 : Raccordement à la ligne Yamanote ;
- 24 mai 1945 : La gare est détruite lors d'un bombardement ;
- 1er octobre 1980 : Arrêt de la gare de marchandises ;
- 1er décembre 2002 : Les lignes Saikyō et Rinkai sont connectées à la gare.

## Service des voyageurs

### Accueil
La gare dispose d'un bâtiment voyageurs, avec guichet, ouvert tous les jours.

### Desserte

#### JR East
- JY Ligne Yamanote :
  - voies 1 et 2 : direction Shinagawa et Tokyo
  - voies 3 et 4 : direction Shibuya et Shinjuku
- JS Ligne Shōnan-Shinjuku :
  - voie 5 : direction Yokohama, Ōfuna, Zushi (par la ligne Yokosuka), Odawara (par la ligne principale Tōkaidō) ou Nishiya (par la ligne Sōtetsu Shin-Yokohama)
  - voie 8 : direction Shinjuku, Ōmiya, Takasaki (par la ligne Takasaki) ou Utsunomiya (par la ligne Utsunomiya)
- JA Ligne Saikyō :
  - voies 6 à 8 : direction Shinjuku, Ōmiya et Kawagoe (par la ligne Kawagoe)

C'est la principale gare où sont mis en service et arrêtés les trains de la ligne Yamanote. C'est pourquoi quatre voies (deux pour chaque direction) sont utilisées pour cette ligne afin de ne pas perturber la continuité des circuits des trains (les trains font plusieurs tours de la ligne Yamanote avant de sortir du service).

#### TWR
- Ligne Rinkai :
  - voies 5 à 7 : direction Shin-Kiba

## À proximité
Au voisinage de la gare se trouve, entre autres, l'Université Seisen (en) (清泉女子大学, seisen joshi daigaku) ainsi que l'Université Rissho (en) (立正大学, risshō daigaku). On trouve aussi à quelques pas de la gare la salle du groupe musical Cats[réf. souhaitée]. Le siège de Sony est également à proximité.
|                             | Ligne principale Tōkaidō (ligne Hinkaku) vers Yokohama                                |                               |
| Ligne Rinkai vers Shin-Kiba |                                                                                       | Ligne Yamanote vers Ikebukuro |
|                             | Ligne Yamanote vers Shinagawa Ligne principale Tōkaidō (ligne Hinkaku) vers Shinagawa |                               |

## Gares adjacentes
| «                            |  | Service               |  | »                            |
| ---------------------------- |  | --------------------- |  | ---------------------------- |
| Gotanda                      |  | Ligne Yamanote        |  | Shinagawa                    |
| Ebisu                        |  | Ligne Shōnan-Shinjuku |  | Nishi-Ōi ou Yokohama         |
| Ebisu                        |  | Ligne Saikyō          |  | continue sur la ligne Rinkai |
| continue sur la ligne Saikyō |  | Ligne Rinkai          |  | Ōimachi                      |